# موتور دوزمانه

انیمیشن یک موتور دو زمانه

موتور دو زمانه غیر قدرتی، که به موتور پیستونی نیز معروف است، نوعی موتور حرارتی است که از یک یا چند پیستون دو زمانه بهره‌گیری می‌کند تا فشار را به حرکت دایره‌ای تبدیل کند.از جمله اصلی‌ترین این موتورها می‌توان به موتورهای درون‌سوز که به‌طور گسترده‌ای در وسایل نقلیه موتوری مورد استفاده قرار می‌گیرند، موتور بخار که منشا اصلی انقلاب صنعتی بود و موتور استرلینگ اشاره کرد.
اگر شما مقاله طرز کار موتورماشین و طرز کار موتورهای دیزل را خوانده باشید، شما با دو نوع از موتور که امروزه تقریباً در هر خودرو و کامیونی در جاده پیدا می‌شود آشنا می شوید . هر موتور خودرو دیزلی و بنزینی به عنوان یک موتور چهار زمانه رفت و برگشتی احتراق داخلی طبقه‌بندی می‌شود .
این سومین نمونه از موتورهای رفت و برگشتی است که آن را به عنوان موتور دو زمانه می شناسند، که معمولاً در کاربردهایی که به قدرت پایین نیاز باشد متداول است . بعضی از دستگاه‌هایی که ممکن است موتور دوزمانه داشته باشند :
- تجهیزات باغبانی و چمنزنی( اره زنجیری، دستگاه‌های برش)
- موتور گازی ها
- جت اسکی ها
- هواپیماها با دستگاه کنترلی بی سیم ( هواپیماهای بدون سرنشین)
- موتور قایق‌های کوچک

## نحوه کار
در موتورهای دو زمانه کل چرخه موتور در دو زمان صورت می‌پذیرد: فشردگی و انفجار. در بلوک سیلندر موتورهای دو زمانه دو الی سه سوراخ وجود دارد. این سوراخ ها که به آن (port) پورت نیز گفته می‌شود محل ورود سوخت و خروج دود است. چرخه کار این نوع موتور بدین صورت است که با پایین رفتن پیستون سوخت از طریق پورت وارد سلیندر می‌شود. سپس پیستون به بالاترین نقطه سیلندر می‌رسد و عمل تراکم یا فشردگی رخ می‌دهد در همین حال با بالا رفتن پیستون دود حاصل از احتراق قبلی از سیلندر خارج می‌شود. در واقع عمل ورود سوخت و خروج دود توسط پیستون انجام می‌شود در حالی که در موتورهای چهارزمانه این عمل توسط سوپاپ ها انجام می‌گیرد. در موتورهای دوزمانه پیستون در دو زمان به میل لنگ نیرو وارد می‌کند و منجر به چرخش یک دور میل لنگ می‌شود. این باعث افزایش سرعت رفت و برگشتی پیستون و در نتیجه سرعت میل لنگ می‌شود اما قدرت کاهش پیدا می‌کند. در موتورهای چهارزمانه پیستون در چهار زمان به میل لنگ نیرو وارد میکند و باعث چرخش دو دور کامل میل لنگ می‌شود. تفاوت اصلی موتورهای دو زمانه و چهار زمانه در همین موضوع است. دو زمانه ها (torque) گشتاور کمتر و (RPM) سرعت دور بر دقیقه بیشتری دارند در حالی که این موضوع در چهار زمانه ها بر عکس هست.موتورهای دو زمانه از ترکیب و احتراق بنزین و روغن استفاده می‌کنند که این باعث افزایش آلودگی می‌شود. وزن موتورهای دو زمانه نسبت به چهار زمانه کمتر است. در موتورهای دو زمانه سوپاپ و میل سوپاپ و بسیاری از اجزاهای سر سیلندر حذف شده است. همچنین تعمیر موتورهای دوزمانه نسبت به چهارزمانه آسان تر و ارزانتر است اما استهلاک بیشتری دارند. موتورهای دوزمانه بدلیل آلودگی بیشتری که در نتیجه سوختن روغن تولید می‌کنند تقریبا کاربردشان منسوخ شده.

## ویژگی‌های عمومی در تمام گونه‌ها
موتورهای دو زمانه ممکن است دارای یک یا چند پیستون باشند.هر پیستون در درون یک سیلندر است و در درون هر سیلندر مقداری گاز وجود دارد که دمای آن بالاست و زیر فشار قرار دارد (موتور بخار)؛ یا ممکن است درون هر یک از سیلندرها، توسط سیستم اشتعالی مخلوط سوخت و هوا، حرارت داده شود (موتور درون‌سوز) یا ممکن است به یک تبدیل‌کننده نوبتی گرما در سیلندر وصل شده باشد (موتور استرلینگ).